# Bellardia notomenechma
Bellardia notomenechma är en tvåvingeart som beskrevs av Liang och Gan 1986. Bellardia notomenechma ingår i släktet Bellardia och familjen spyflugor. Inga underarter finns listade i Catalogue of Life.